# 源長季
源 長季（みなもと の ながすえ）は、平安時代後期の貴族。醍醐源氏、左大臣・源高明の曾孫。右馬頭・源守隆の子。官位は従四位上・備前守。

## 経歴
少納言・右衛門権佐（検非違使佐）・右馬頭・土佐守、備前守などを歴任した。摂関家に仕える家司であると共に、朝廷に仕える官人でもあった。地方官として各地の受領を務め、地方の発展に尽くし、盗賊の捕縛などの記録のある人物で、在世中に良吏であると名を馳せたという。
藤原頼通と親密であったとする逸話がある。

## 系譜
『尊卑分脈』から
- 父：源守隆
- 母：不詳
- 妻：不詳
  - 男子：源盛長（?-?）
  - 男子：源長俊（?-?）
  - 男子：源守俊
  - 男子：源盛雅（?-?）
  - 男子：寛厳
  - 男子：仁厳